# Targi serów (Holandia)

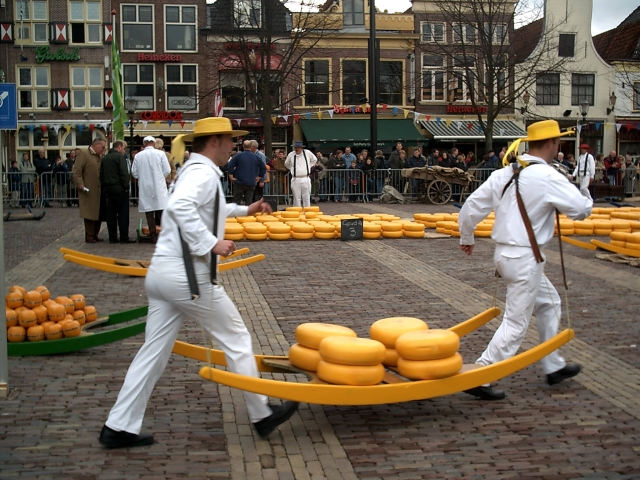
Targ serów Alkmaar, Holandia.

Targi serów (nid. Kaasmarkt) – są w Holandii tradycyjnymi miejscami hurtowego handlu serami. Przywilej handlowania serami otrzymywały tylko wybrane miasta, niektóre z nich znane są również z produkcji sera.

## Tradycja
Handel odbywał się na wyznaczonym placu targowym, gdzie kupujący po spróbowaniu kawałka sera uzgadniali cenę ze sprzedającym poprzez wzajemne przyklaskiwanie dłoni w dłoń (handjeklap) i głośne powtarzanie ceny. Transportem serów zajmowali się drużyny (vemen) oficjalnych gildii tragarzy serów (kaasdragers), identyfikowanych po różnokolorowych wstążkach na słomianych kapeluszach oznaczających ich firmę spedycyjną. Krążki sera były ładowane na nosidła po ok. 160 kg i tragarze nieśli je do budynku z wagą, gdzie były ważone, transakcja była rejestrowana, a zakończenie transakcji było oznajmiane uderzeniem w dzwon.

## Współczesność
Obecnie w Holandii działa pięć rynków serów w miastach: Alkmaar, Edam, Gouda, Hoorn i Woerden. Na targach w Gouda i Woerden nadal odbywa się rzeczywisty handel. Sprzedawcami są regionalni producenci serów, a kupującymi hurtownicy. Inne targi serów to pokazy turystyczne, gdzie plac targowy otoczony jest straganami, na których sprzedaje się tradycyjne holenderskie i lokalne specjały: pieczywo, wędliny, ryby i oczywiście sery oraz pamiątki charakterystyczne dla Holandii: cebulki tulipanów, klompy, miniaturowe wiatraki i fajansowe figurki z Delftu.

### Alkmaar
Targ serów w Alkmaarze odbywa się w każdy piątek rano w okresie od kwietnia do września. Istnieją cztery drużyny (zespoły rozpoznawalne po kolorze wstążki wokół słomkowego kapelusza) przewoźników sera, którzy zajmują się dostawą i wywozem krążków sera. Sery są degustowane, kontrolowane i ważone. Zwykle na nosidła niesione przez dwóch tragarzy jest ładowanych 8 serów (ok 160 kg). Tragarze przenoszą sery do budynku wagi i z powrotem na wozy.

### Edam
Dobrze znanym targiem serów w Holandii jest targ serów w Edam. Ser edam jest jednym z najpopularniejszych serów, a nazwa jego pochodzi od nazwy tego miasta. W 1573 roku miasto otrzymało wieczyste prawo do utrzymania wagi do ważenia sera od księcia Williama Orańskiego. Sery dostarczane są wozami konnymi i łodziami, impreza odbywa się w każdą środę rano w lipcu i sierpniu. Sery edamskie posiadają charakterystyczny kulisty kształt.

### Gouda
Od trzech wieków, od początku kwietnia do końca sierpnia w każdy czwartek rano słynny ser gouda był sprzedawany na placu targowym w mieście Gouda. Rolnicy z okolicznego regionu przywozili krążki sera na specjalnych platformach ciągniętych przez konie. Tutaj sery były kontrolowane, ważone na wadze miejskiej i sprzedawane. Podczas targu serów odbywa się również cotygodniowy targ gdzie można nabyć lokalne specjały, a rzemieślnicy pokazują np. jak się robi klompy i świece.

### Hoorn
Targ serów w Hoorn został przywrócony w czerwcu 2007 r. z okazji 650-lecia miasta. Targ odbywa się w każdy czwartek od połowy czerwca do początku września. W czasie targu serów odbywają się pokazy folklorystyczne, grają zespoły muzyczne i występują zespoły taneczne. Sery są przywożone i wywożone wozami ciągniętymi przez konie.

### Woerden
Targ serów odbywa się w Woerden w każdą sobotę od 1885 roku. Odbywa się tu rzeczywisty handel w połączeniu z tradycyjnym przyklaskiwaniem w dłonie i głośnym oznajmianiem ceny. Transakcje są kończone uderzeniem w zabytkowy dzwon serowy. Targ ten jest również atrakcją turystyczną. Wielu uczestników targu nosi stroje ludowe.

## Galeria

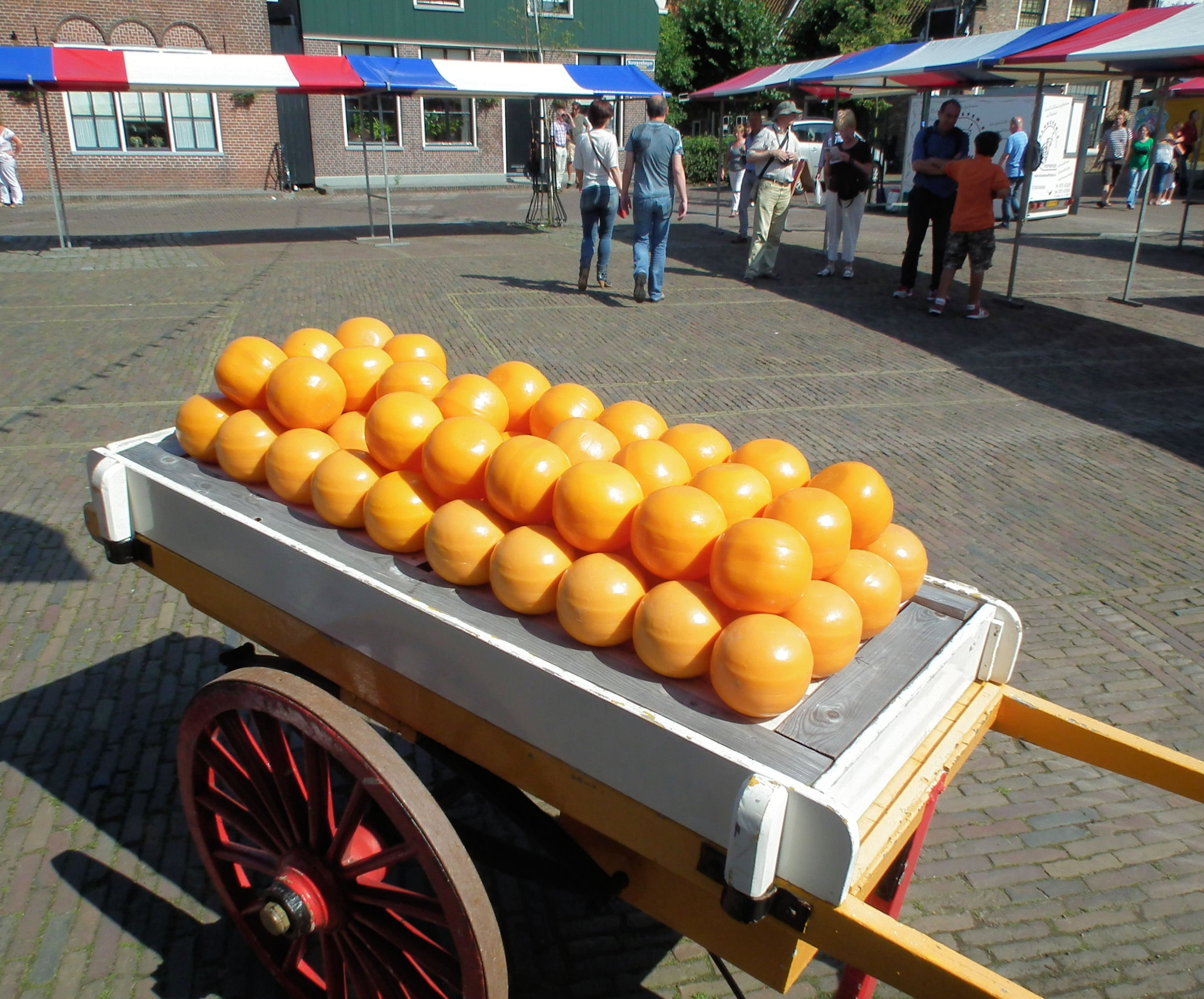
Edam
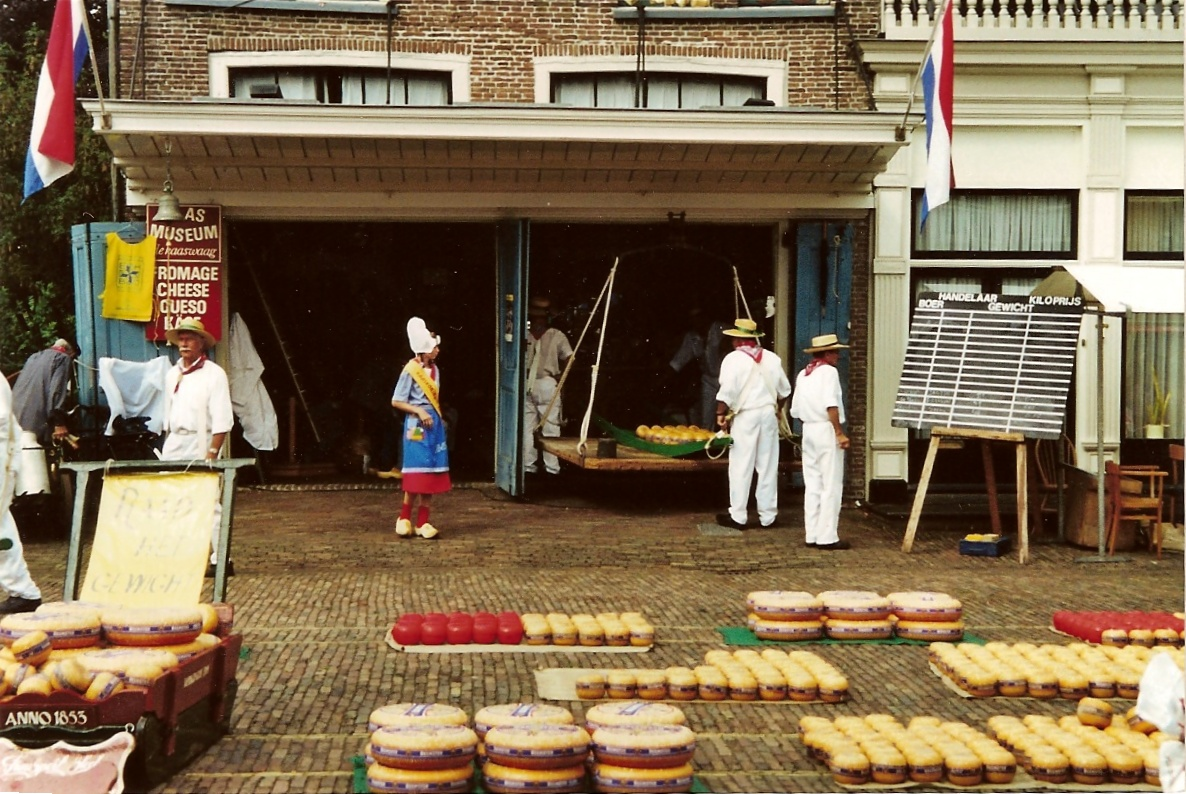
Edam
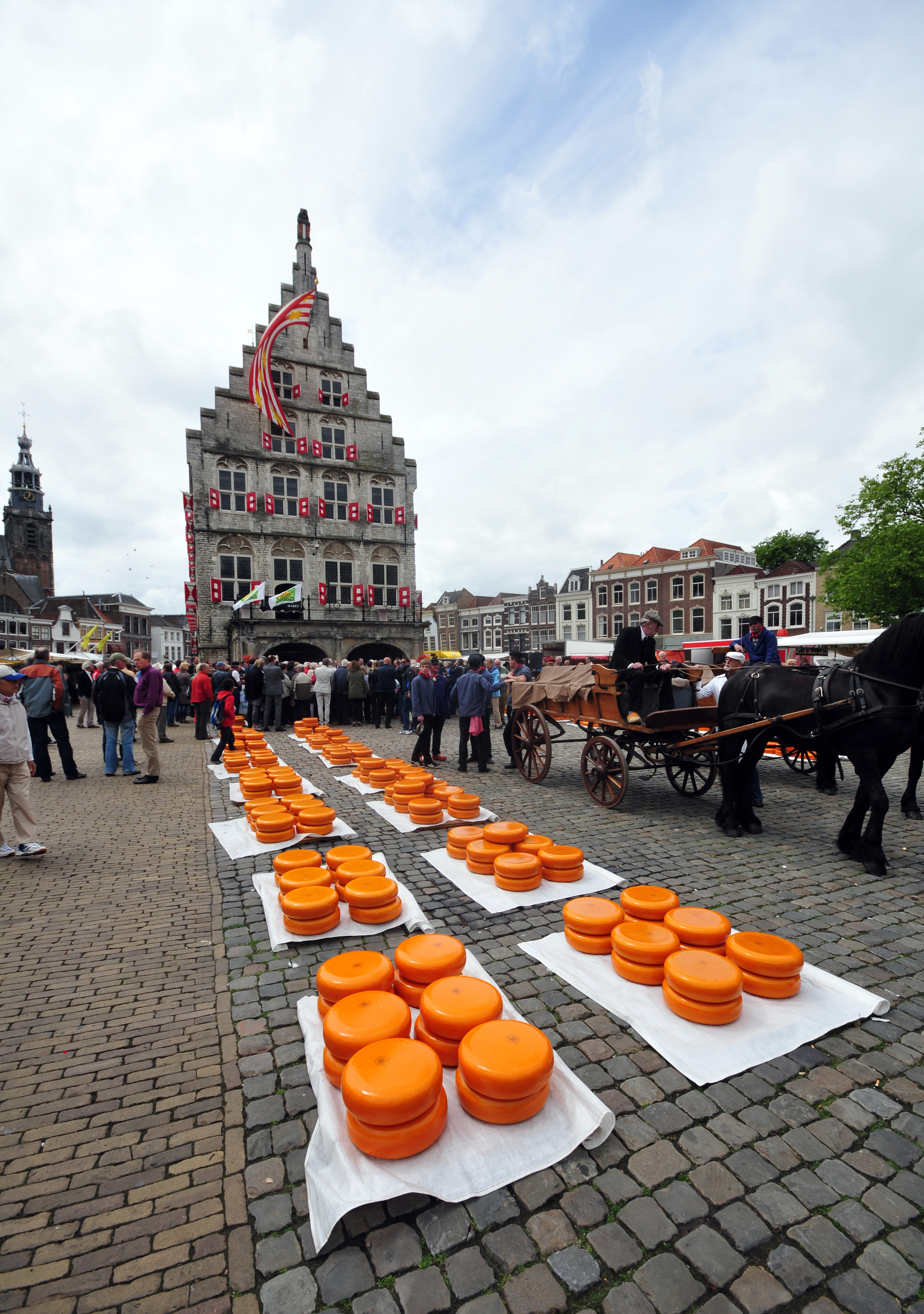
Gouda
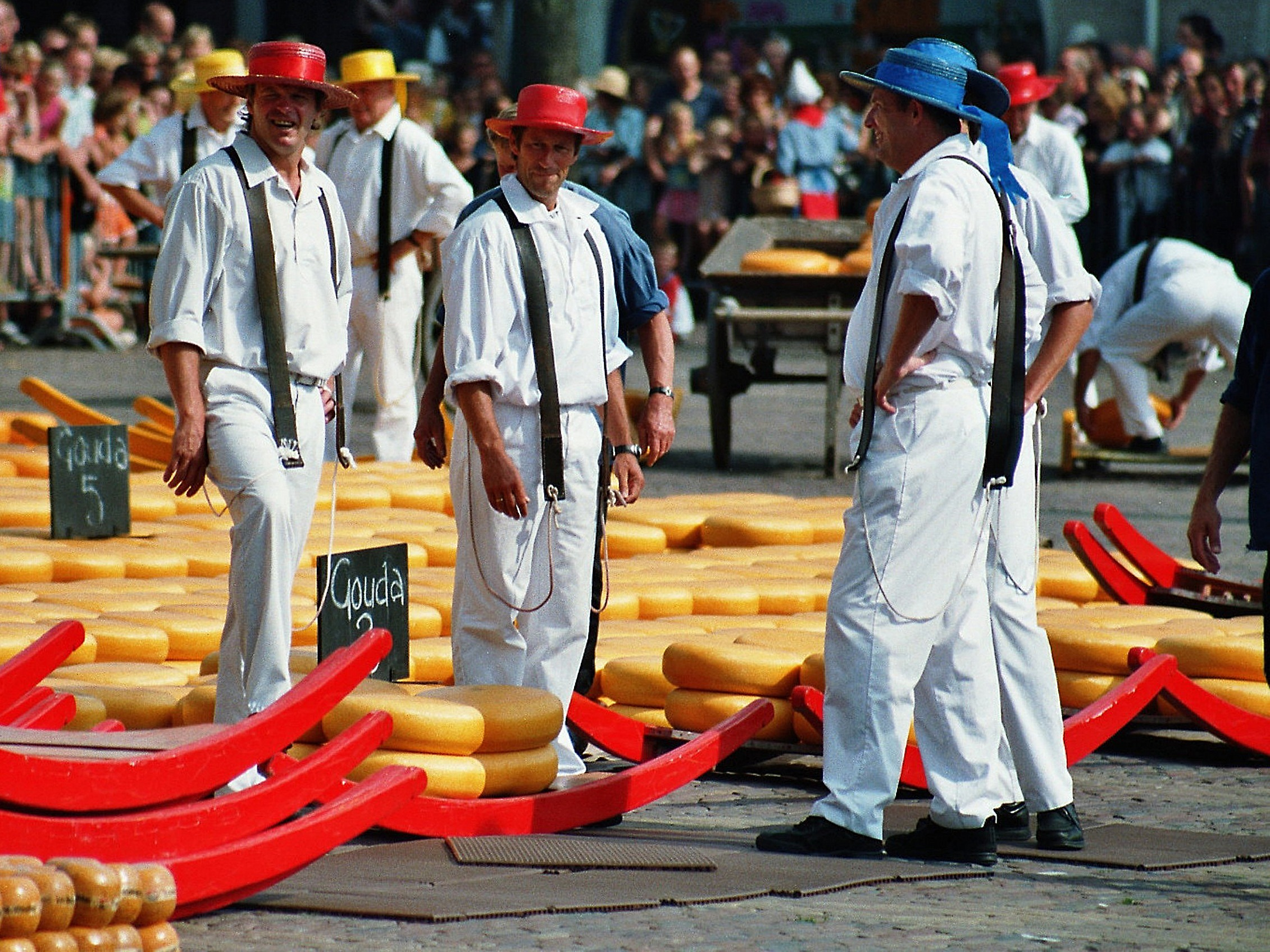
Alkmaar
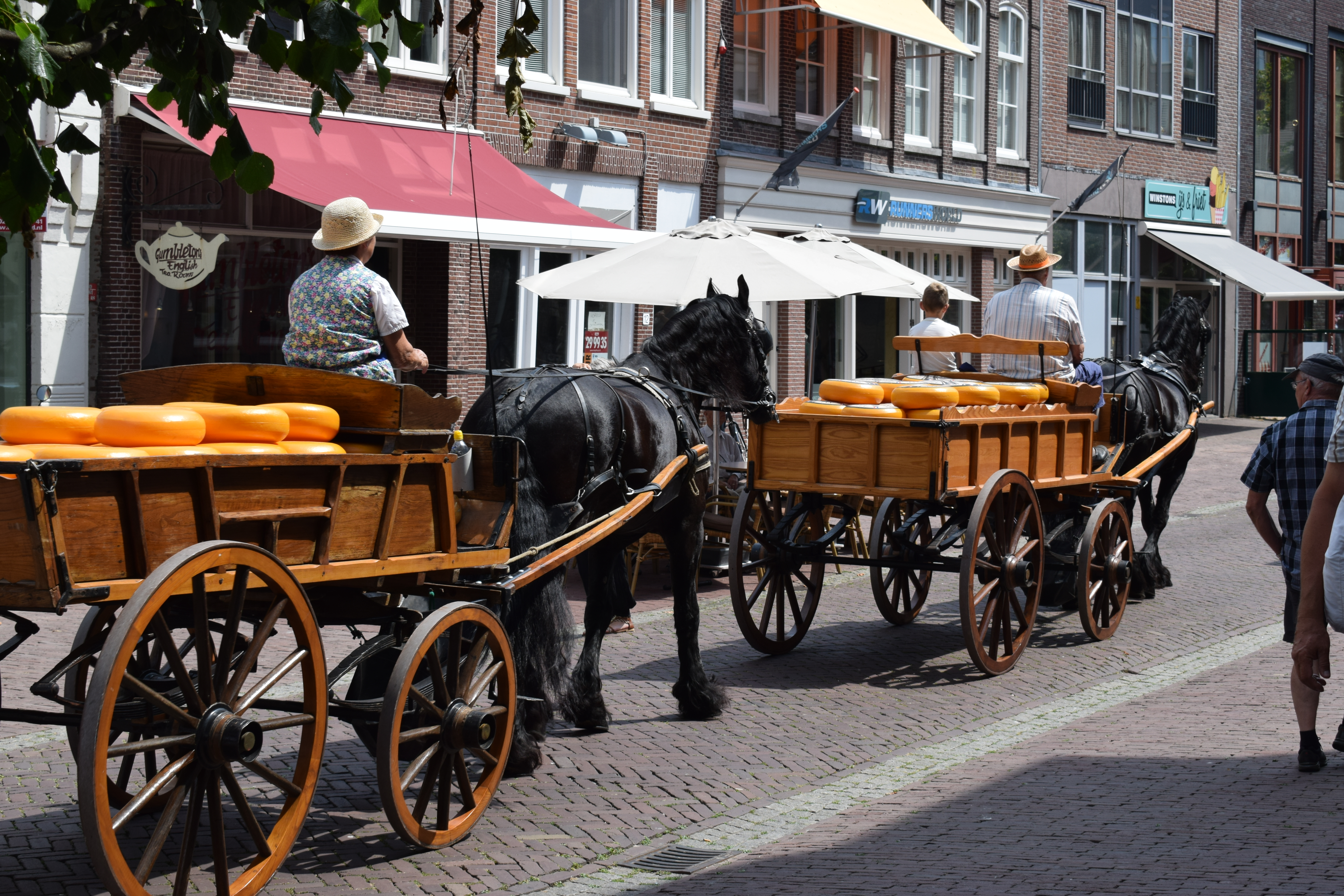
Hoorn